# Distretto di Nari
Il distretto di Nari è un distretto dell'Afghanistan appartenente alla provincia del Konar. Conta una popolazione di 32.510 abitanti (dato 2003).